# Sieć optyczna

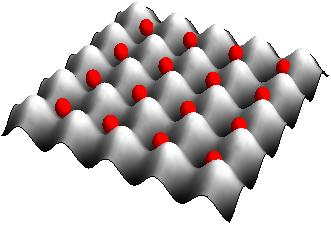
Siatka optyczna z atomami w fazie izolatora Motta

Sieć optyczna jest formowana za pomocą interferujących wiązek laserowych, które tworzą falę stojącą. Powoduje ona powstanie efektywnego okresowego potencjału oddziaływania widzianego przez neutralne atomy na skutek istnienia tzw. zmiennopolowego efektu Starka. Atomy są chłodzone, gaz ma największą gęstość w okolicach minimów potencjału.
Potencjał okresowy widziany przez neutralne atomy przypomina sieć krystaliczną metali.
Atomy uwięzione w sieci optycznej mogą się poruszać wskutek tunelowania kwantowego, nawet wtedy, gdy głębokość jamy potencjału sieci jest wielokrotnie większa niż energia kinetyczna atomów, podobnie jak ma to miejsce podczas ruch elektronów w przewodniku. Dopiero obecność dodatkowej pułapki harmonicznej sprawia, że gaz ultrazimnych atomów nie rozprzestrzenia się swobodnie w przestrzeni. Jeśli energia oddziaływania (odpychającego) między atomami stanie się większa niż energia przeskoku, np. na skutek zwiększenia głębokości studni, to może nastąpić przejście układu atomów ze stanu nadciekłego do izolatora Motta. W fazie izolatora Motta atomy są uwięzione w minimach potencjału i zlokalizowane: nie mogą poruszać się swobodnie, co jest podobne do zachowania się elektronów w izolatorze. Przewiduje się, że w przypadku atomów fermionowych, jeśli głębokość studni potencjału będzie wzrastać, to atomy powinny przejść do stanu antyferromagnetycznego, tj. do stanu Neela, przy dostatecznie niskich temperaturach.
Atomy w sieci optycznej są bliskim idealnego układem kwantowym, gdzie wszystkie parametry mogą być regulowane w szerokim zakresie wartości. Dlatego mogą być wykorzystywane do badania efektów, które są trudne do zaobserwowania w rzeczywistych kryształach, na skutek niekontrolowanego jednoczesnego wpływu różnych czynników. Sieci optyczne umożliwiają badanie tych czynników z osobna. Są one również obiecującymi kandydatami do wykorzystania w kwantowym przetwarzaniu informacji. Istnieją dwa ważne parametry sieci optycznej: głębokość i okresowość studni potencjału. Głębokość studni potencjału sieci optycznej może być zmieniana w czasie rzeczywistym poprzez zmianę mocy lasera, który jest zwykle kontrolowany przez AOM (akustyczno-optyczny modulator).

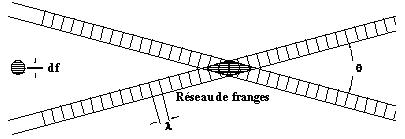
Wiązki lasera w miejscu przecięcia się interferują, tworząc sieć

Okresowość sieci optycznej może być konfigurowana przez zmianę długości fali lasera lub przez zmianę względnego kątem między dwoma wiązkami laserowymi. Kontrola okresowości sieci w czasie rzeczywistym jest nadal wyzwaniem. Długość fali lasera nie może się zmieniać w dużym zakresie w czasie rzeczywistym, dlatego okresowość sieci jest zwykle kontrolowana przez względny kąt między wiązkami lasera. Trudno jest jednak utrzymać stabilność sieci podczas zmiany kąta między wiązkami, ponieważ efekt interferencji wiązek tworzących sieć jest wrażliwy na zmianę fazy między wiązkami.
Ciągła kontrola okresowości jednowymiarowej sieci optycznej przy zachowaniu pułapkowania atomów w danym miejscu w sieci została po raz pierwszy zademonstrowana w 2005 r. przy użyciu galwanometru samo-sprzężonego Ten „kratowy akordeon” był w stanie zmieniać okresowość siatki od 1,30 do 9,3 mikrometrów. Niedawno zademonstrowano inny sposób sterowania w czasie rzeczywistym okresowoścą kraty: prążek środkowy został przesunięty mniej niż 2,7 mikrometrów, natomiast okresowość siatki została zmieniona z 0,96 do 11,2 mikrometrów. Skuteczne utrzymanie atomów (lub innych cząstek) schwytanych podczas zmiany okresowości siatki pozostaje kwestią dokładniejszych doświadczeń. Sieci akordeonowe są przydatne do kontrolowania ultrazimnych atomów w sieci optycznej, gdzie mały odstęp ma zasadnicze znaczenie dla tunelowania kwantowego, a duży rozstaw pozwala na manipulowanie atomem w danym miejscu oraz na przestrzenną detekcję o dostatecznej rozdzielczości.
Oprócz pułapkowania zimnych atomów sieci optyczne były szeroko stosowane do tworzenia sieci kryształów fotonicznych. Są one także przydatne do sortowania mikroskopijnych cząsteczek,
i mogą być użyte do montażu tablic komórkowych.